# Thompson Springs
Thompson Springs è un census-designated place (CDP) degli Stati Uniti d'America, situato nello Stato dello Utah, nella contea di Grand. Secondo il censimento del 2020 gli abitanti di Thompson Springs ammontavano a 34.